# Gat
För andra betydelser, se Gat (olika betydelser).
Gat, forntida stad som i Bibeln nämns som en av filistéernas fem städer. Gat låg sydväst om Jerusalem, troligen omkring 2 mil från Medelhavets kust och cirka 3 mil öster om Gaza. Goljat som kämpade mot David kom från Gat.